# أنتوني جونسون (لاعب كرة قدم أمريكية أمريكي)
أنتوني جونسون (بالإنجليزية: Anthony Johnson)‏ هو لاعب كرة قدم أمريكية أمريكي، ولد في 25 أكتوبر 1967 في إنديانابوليس في الولايات المتحدة.

## وصلات خارجية
- أنتوني جونسون على موقع مرجع كرة القدم المحترفة.كوم (الإنجليزية)